# Phyllanthus montrouzieri
Phyllanthus montrouzieri är en emblikaväxtart som beskrevs av André Guillaumin. Phyllanthus montrouzieri ingår i släktet Phyllanthus och familjen emblikaväxter.

## Underarter
Arten delas in i följande underarter:
- P. m. montrouzieri
- P. m. pandopensis
- P. m. poyaensis